# Gmina Prevalje
Prevalje – gmina w Słowenii. W 2010 roku liczyła 6833 mieszkańców.

## Miejscowości
Miejscowości wchodzące w skład gminy Prevalje:

- Belšak
- Breznica
- Dolga Brda
- Jamnica
- Kot pri Prevaljah
- Leše
- Lokovica
- Poljana
- Prevalje – siedziba gminy
- Suhi Vrh
- Šentanel
- Zagrad